# James Gadsden
James Gadsden (Charleston, 15 maggio 1788 – Charleston, 26 dicembre 1858) è stato un militare, imprenditore e diplomatico statunitense.
Fu presidente della Compagnia ferroviaria della Carolina del Sud, promuovendo una grande espansione della rete ferroviaria dello Stato.

## Biografia

### Il servizio nell'Esercito
Nato a Charleston, nella Carolina del Sud, era nipote di Christopher Gadsden, patriota della guerra d'indipendenza. Laureatosi nel 1806 all'università di Yale, entrò come ufficiale nell'esercito degli Stati Uniti, e agli ordini del generale Andrew Jackson combatté prima i britannici nella guerra del 1812, quindi gli indiani Seminole nel territorio della Florida, in quegli anni passato dalla Spagna agli Stati Uniti con il trattato Adams-Onís.

### I trattati con i Seminole
Dimessosi dall'esercito nel 1821, due anni dopo tornò in Florida, incaricato dal governo di trovare un accordo con i Seminole sconfitti, e fu il principale promotore del trattato di Moultrie Creek, in base al quale gli indiani vennero confinati in una riserva al centro del territorio. In seguito, continuò a vivere in Florida, tentando anche la carriera politica, ma le sue aspirazioni vennero definitivamente stroncate dallo stesso Andrew Jackson, nel frattempo divenuto Presidente, a causa di gravi contrasti su questioni tariffarie. Nel 1832 fu, ancora una volta, chiamato al negoziato con i Seminole, ed impose loro il trattato di Payne's Landing, col quale si sanciva la deportazione degli indiani ad ovest del Mississippi, nell'odierno Oklahoma; il rifiuto opposto da alcune tribù scatenò la seconda guerra Seminole, cui lo stesso Gadsden partecipò.

### Imprenditore ferroviario
Lasciata la Florida, dalla metà degli anni trenta fu un attivo imprenditore ferroviario, giungendo nel 1840 alla presidenza della Compagnia ferroviaria della Carolina del Sud, che tenne per 10 anni e durante la quale promosse una grande espansione della rete ferroviaria dello Stato. Egli era infatti convinto, da fervente sudista qual era, che solo la creazione di un sistema integrato di tutte le ferrovie del Sud, collegato direttamente sia alla costa del Pacifico che, attraverso i maggiori porti, con l'Europa, potesse porre fine all'inferiorità economica rispetto al Nord. Le sue idee lungimiranti non furono però condivise dai suoi compatrioti, un errore che il Sud pagò caro durante la guerra di secessione, risultando uno dei fattori determinanti per la sua sconfitta.

### L'Acquisto Gadsden
Nel 1853, tuttavia, si fece concreta la possibilità di realizzare uno dei suoi progetti più agognati, ovvero una linea ferroviaria transcontinentale che unisse il Sud con la California: infatti, dietro suggerimento del Ministro della guerra Jefferson Davis, anch'egli uomo del Sud (tanto da divenire, pochi anni dopo, Presidente della Confederazione), il Presidente Franklin Pierce lo nominò Ministro plenipotenziario in Messico. In questa veste, intavolò immediatamente trattative col governo locale, in quel periodo guidato da Santa Anna, per l'acquisizione da parte degli USA di un vasto territorio di confine, attraverso il quale sarebbe transitata la linea transcontinentale; la transazione si concretizzò l'anno successivo, ma per un'estensione fortemente ridimensionata (78,000 km²) rispetto ai piani originari. Le terre così incorporate vennero definite Acquisto Gadsden, e fanno attualmente parte degli Stati del Nuovo Messico e dell'Arizona.

### Morte e lascito
Nel 1856 lasciò la carica di ambasciatore e si ritirò nella sua città natale, ove morì due anni più tardi, non vedendo realizzate le sue aspirazioni sulla linea transcontinentale, che venne inaugurata solo nel 1881, e peraltro senza nemmeno transitare per il territorio che porta il suo nome.